# Паспорт гражданина Алжира
Паспорт гражданина Алжира — официальный документ, выдающийся гражданам Алжира для удостоверения их личности и для поездок за границу. Действителен на десять лет.

## Биометрический паспорт
Биометрические паспорта стали использоваться 5 января 2012 года.
Страницы биометрического паспорта изготовлены из жёсткого поликарбонатного пластика. В них встроен микрочип, хранящий биометрические данные владельца: отпечатки пальцев, фотографию, подпись. Данные извлекаются из чипа при помощи технологии RFID.

## Страны где разрешён безвизовый въезд и получение визы по прибытии

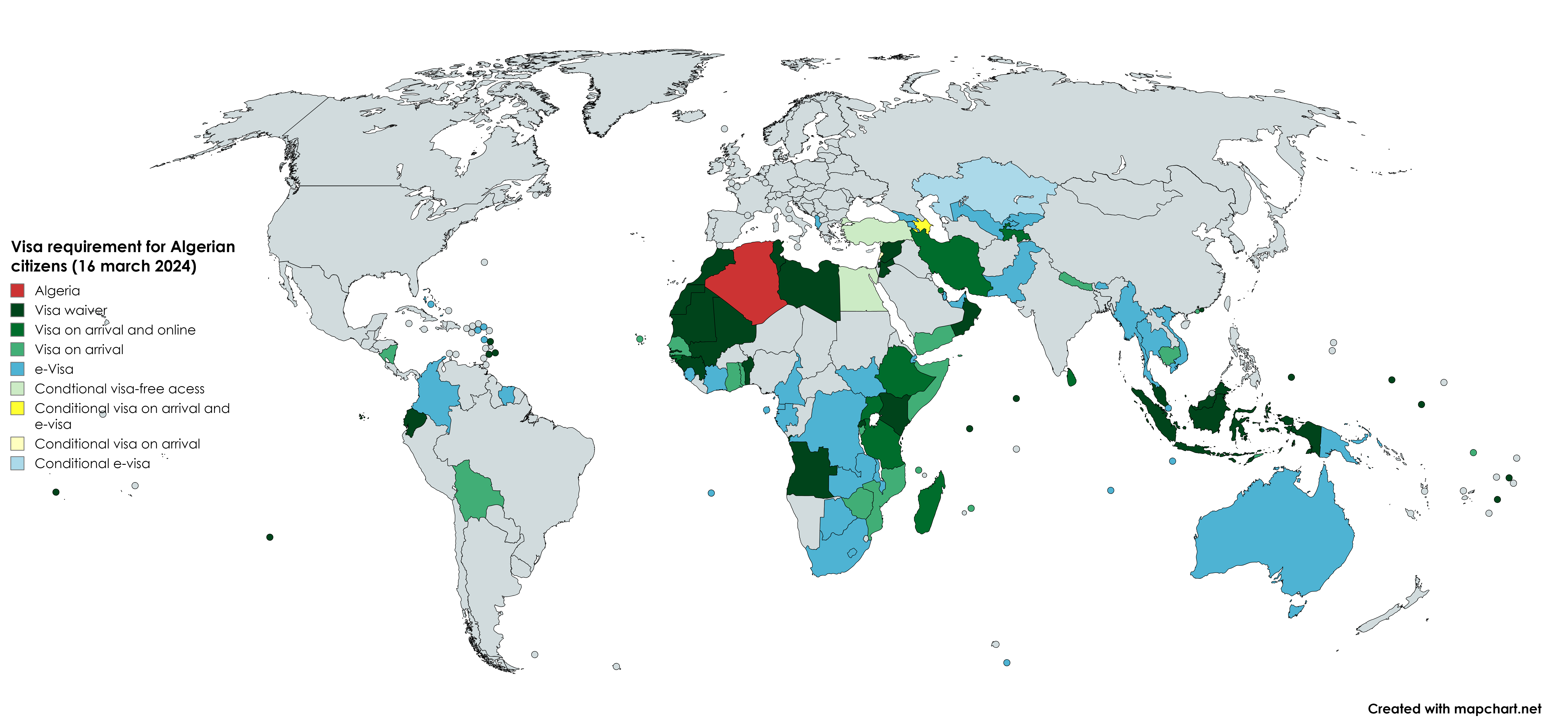
Визовые требования для граждан Алжира (март 2024)

### Африка
| Страны и территории | Условия пребывания                                                                              |
| ------------------- | ----------------------------------------------------------------------------------------------- |
| Кабо-Верде          | виза по прибытии Архивная копия от 17 декабря 2019 на Wayback Machine                           |
| Коморы              | виза по прибытии Архивная копия от 15 марта 2020 на Wayback Machine                             |
| Джибути             | 1-месячная виза по прибытии. Цена: DJF5,000 Архивная копия от 15 марта 2020 на Wayback Machine  |
| Гвинея              | 3 месяца Архивная копия от 7 марта 2020 на Wayback Machine                                      |
| Ливия               | 3 месяца Архивная копия от 15 марта 2020 на Wayback Machine                                     |
| Мадагаскар          | 90-дневная виза по прибытии. Цена: MGA140,000 Архивная копия от 8 марта 2020 на Wayback Machine |
| Мали                | 3 месяца Архивная копия от 8 марта 2020 на Wayback Machine                                      |
| Мавритания          | 3 месяца Архивная копия от 9 марта 2020 на Wayback Machine                                      |
| Марокко             | 3 месяца Архивная копия от 15 марта 2020 на Wayback Machine                                     |
| Мозамбик            | 30-дневная виза по прибытии. Цена: $25 Архивная копия от 15 марта 2020 на Wayback Machine       |
| Сейшелы             | 1 месяц Архивная копия от 15 марта 2020 на Wayback Machine                                      |
| Танзания            | 30-дневная виза по прибытии. Цена: $50 Архивная копия от 7 марта 2020 на Wayback Machine        |
| Того                | 7-дневная виза по прибытии. Цена: XOF35,000 Архивная копия от 8 марта 2020 на Wayback Machine   |
| Тунис               | 3 месяца Архивная копия от 7 марта 2020 на Wayback Machine                                      |
| Уганда              | 3-месячная виза по прибытии. Цена: $50 Архивная копия от 7 марта 2020 на Wayback Machine        |
| Замбия              | 3-месячная виза по прибытии. Цена: $50 Архивная копия от 9 марта 2020 на Wayback Machine        |

### Америка
| Страны и территории      | Условия пребывания                                          |
| ------------------------ | ----------------------------------------------------------- |
| Доминика                 | 21 день Архивная копия от 15 марта 2020 на Wayback Machine  |
| Эквадор                  | 90 дней Архивная копия от 7 марта 2020 на Wayback Machine   |
| Гренада                  | 3 месяца Архивная копия от 15 марта 2020 на Wayback Machine |
| Республика Гаити         | 3 месяца Архивная копия от 15 марта 2020 на Wayback Machine |
| Монтсеррат               | 3 месяца Архивная копия от 15 марта 2020 на Wayback Machine |
| Сент-Китс и Невис        | 14 дней Архивная копия от 15 марта 2020 на Wayback Machine  |
| Сент-Винсент и Гренадины | 1 месяц Архивная копия от 8 марта 2020 на Wayback Machine   |
| Теркс и Кайкос           | 30 дней Архивная копия от 15 марта 2020 на Wayback Machine  |

### Азия
| Страны и территории | Условия пребывания                                                                               |
| ------------------- | ------------------------------------------------------------------------------------------------ |
| Азербайджан         | 30-дневная виза по прибытии. Цена: $100 Архивная копия от 7 марта 2020 на Wayback Machine        |
| Армения             | 120-дневная виза по прибытии. Цена: AND 15,000 Архивная копия от 7 марта 2020 на Wayback Machine |
| Бангладеш           | 90-дневная виза по прибытии. Цена: $50 Архивная копия от 9 марта 2020 на Wayback Machine         |
| Восточный Тимор     | 30-дневная виза по прибытии. Цена: $30 Архивная копия от 7 марта 2020 на Wayback Machine         |
| Гонконг             | 14 дней Архивная копия от 8 марта 2020 на Wayback Machine                                        |
| Грузия              | 3-месячная виза по прибытии                                                                      |
| Индонезия           | 30-дневная виза по прибытии Архивная копия от 7 марта 2020 на Wayback Machine                    |
| Иордания            | 1-месячная виза по прибытии. Бесплатно                                                           |
| Йемен               | 1-месячная виза по прибытии. Бесплатно Архивная копия от 7 марта 2020 на Wayback Machine         |
| Лаос                | 30-дневная виза по прибытии. Цена: $30 Архивная копия от 9 марта 2020 на Wayback Machine         |
| Макао               | 30-дневная виза по прибытии Архивная копия от 15 марта 2020 на Wayback Machine                   |
| Малайзия            | 3 месяца Архивная копия от 7 марта 2020 на Wayback Machine                                       |
| Мальдивы            | 30 дней Архивная копия от 7 марта 2020 на Wayback Machine                                        |
| Непал               | 60-дневная виза по прибытии                                                                      |
| Сирия               | 3 месяца Архивная копия от 8 марта 2020 на Wayback Machine                                       |
| Таджикистан         | 45-дневная виза по прибытии                                                                      |

### Европа
| Страны и территории | Условия пребывания                                           |
| ------------------- | ------------------------------------------------------------ |
| Республика Косово   | 90 дней Архивная копия от 2 сентября 2017 на Wayback Machine |

### Океания
| Страны и территории | Условия пребывания                                         |
| ------------------- | ---------------------------------------------------------- |
| Острова Кука        | 31 день Архивная копия от 15 марта 2020 на Wayback Machine |
| Микронезия          | 30 дней Архивная копия от 7 марта 2020 на Wayback Machine  |
| Ниуэ                | 30 дней Архивная копия от 7 марта 2020 на Wayback Machine  |
| Палау               | 30 дней Архивная копия от 7 марта 2020 на Wayback Machine  |
| Самоа               | 60 дней Архивная копия от 7 марта 2020 на Wayback Machine  |
| Тувалу              | 1 месяц Архивная копия от 7 марта 2020 на Wayback Machine  |